# Vinho da Alsácia

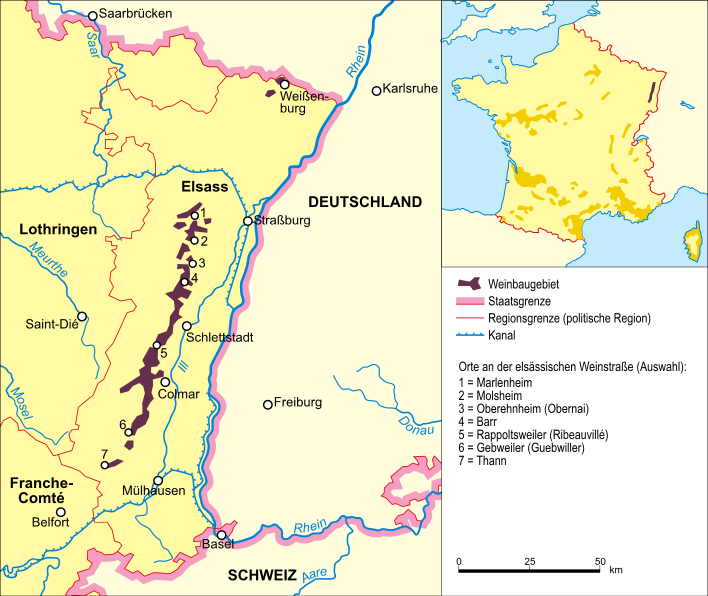
A região vincícola da Alsácia (em preto) com suas cidades mais importantes (de 1 a 6) ao longo da Rota turística do vinho alsaciano

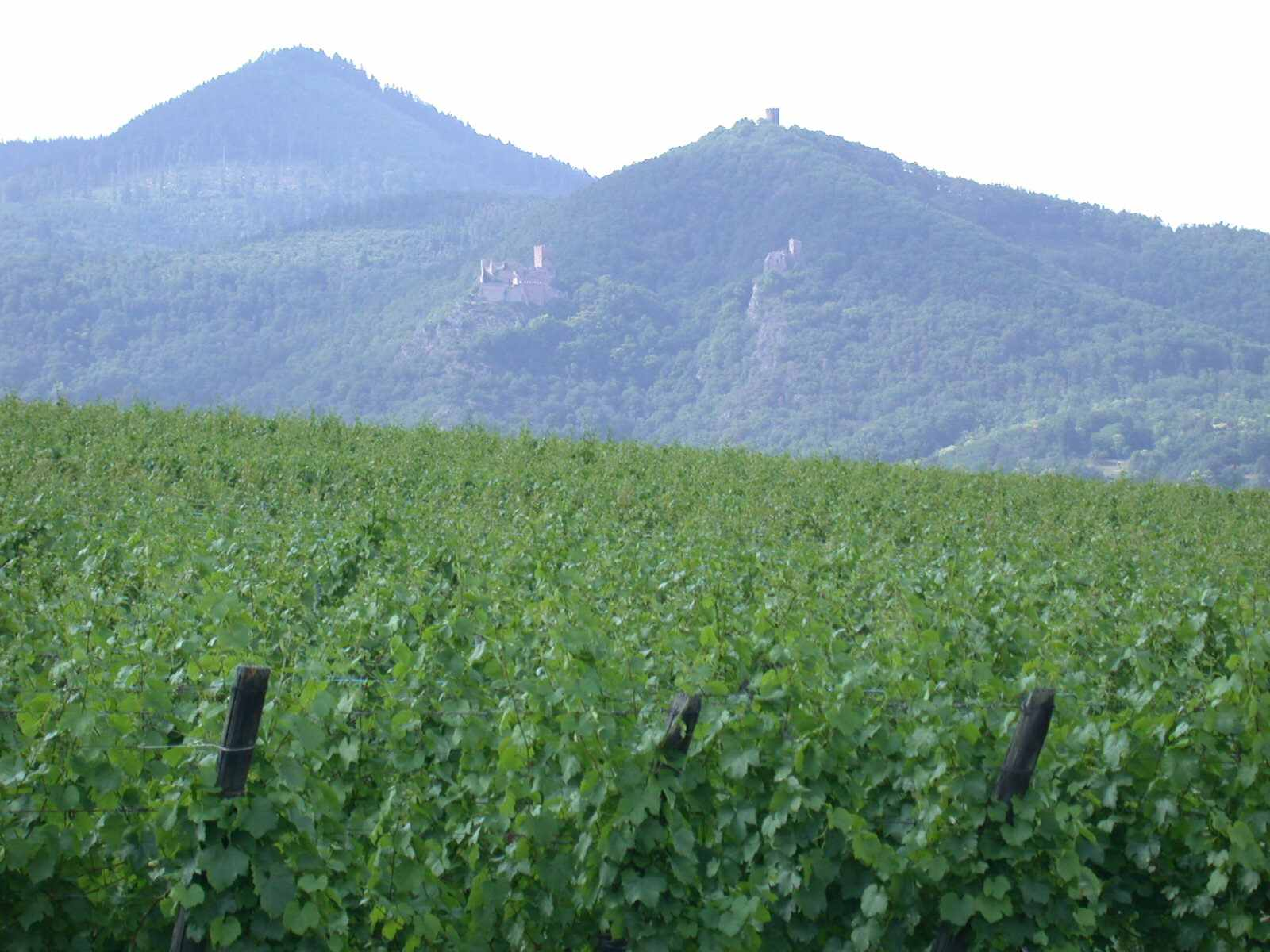
Típica paisagem alsaciana: as vinhas e as Montanhas de Vosges

A região vinícola da Alsácia situa-se no nordeste da França, ao oeste das Montanhas de Vosges e ao leste do rio Reno.
Tradicionalmente a Alsácia produz vinhos brancos secos, considerados bastante frutados. A região produz poucos vinhos tintos, como por exemplo o Pinot Noir, de forma que aproximadamente apenas 10 % dos vinhos produzidos são tintos.
São cultivadas as seguintes variedades viníferas:
- Riesling, ocupa aproximadamente 23 % da área cultivada, com uma produção de 281.001 hectolitros em 2004
- Pinot Blanc, denominada também de Klevner na Alsácia, ocupa aproximadamente 21 % da área cultivada, com uma produção de 274.994 hectolitros em 2004
- Gewürztraminer, ocupa aproximadamente 16 % da área cultivada e produziu 221.293 hectolitros em 2004
- Pinot Gris ou também chamado de Tokay Pinot gris ou Tokay d'Alsace, ocupa aproximadamente 12 % da área cultivada
- Silvaner, ocupa 10 % da área cultivada
- Pinot Noir, vinho tinto ou rosé, ocupa 9 % da área cultivada
- Moscatel (ou Muskateller, Muskat-Ottonel), com suas variedades Moscatel branca e rosé à petit grains e a Moscatel otonell, ocupando aproximadamente 3 % da área cultivada
- Auxerrois, parecido com o vinho Pinot Blanc, na Alsácia muitas vezes usado como sinônimo para o vinho Pinot Blanc, ocupa 2 % da área cultivada
- Chasselas, ocupa 2 % da área cultivada

Os principais produtores da Alsácia são Domaine Zind-Humbretch, Domaine Weinbach, E. F. Trimbach, Marcel Deiss, Albert Mann, Dopff au Moulin, Hugel & Fils, Kuentz-Bas, Bruno Sorg e Paul Blanck.